# Johann Siegmund Hahn
Pour les articles homonymes, voir Hahn.
 (septembre 2018).
Si vous disposez d'ouvrages ou d'articles de référence ou si vous connaissez des sites web de qualité traitant du thème abordé ici, merci de compléter l'article en donnant les références utiles à sa vérifiabilité et en les liant à la section « Notes et références ».
Johann Siegmund Hahn (né le 13 novembre 1696 à Schweidnitz; † 27 juillet 1773, ibid.), docteur en philosophie et en médecine, était médecin et successeur de son père comme Stadtphysicus à Schweidnitz. Il fut le maitre de Johann Christian Anton Theden (1714-1797), futur médecin de Frédéric II. Il est le cofondateur de l’hydrothérapie en Allemagne.

## Biographie
Il était issu du 2ème mariage du médecin Siegmund Hahn, Stadtphysikus de Schweidnitz.
Il se maria avec la fille d'un pasteur de Sebnitz en Saxe, dont nous ignorons le nom ; elle lui donna six enfants, dont seulement trois filles survécurent mais n’eurent pas de descendance.
Avec son père, Johann Siegmund Hahn fut le pionnier de la naturopathie et de l'hydrothérapie scientifique en Allemagne. Il se fit connaitre par son livre publié à Breslau et Leipzig sous le titre original Unterricht von Krafft und Würckung des frischen Wassers in die Leiber der Menschen, besonders der Krancken, bey dessen innerlichen und äusserlichen Gebrauch [...]  (Leçons sur la puissance et l’efficacité de l'eau froide sur le corps humain, en particulier pour les malades, en utilisation interne et externe [...]) , publié en 1738 pour la première fois et qui connut une quatrième édition de son vivant . Il s’appuyait sur ses recherches pratiques et ses expériences médicales ainsi que sur les affirmations passées de collègues allemands et étrangers, en particulier des Anglais.
Mais il fallut bien attendre cent ans pour qu’en 1848 un jeune étudiant en philosophie à l'Université de Munich, nommé Sebastian Kneipp (1821-1897), trouvât ce petit livre à la bibliothèque royale de Munich. Lui-même souffrait des poumons depuis des années et devait constamment interrompre ses études. Il essaya alors les recommandations du docteur Hahn, prit des bains dans le Danube et recouvra bientôt la santé. Convaincu par sa propre expérience de l'efficacité de la l’hydrothérapie, Kneipp, devenu par la suite curé catholique, mit au point ce qu’on appelle de son nom la cure Kneipp, connue maintenant dans le monde entier.